# غلين كورتيس
غلين هاموند كورتيس (بالإنجليزية: Glenn Hammond Curtiss)‏ وهو رائد طيران أمريكي ومؤسس صناعة الطائرات الأمريكية ولد في يوم 21 مايو 1878 في قرية هاموندسبورت في الولايات المتحدة، بدأ كمتسابق دراجات وثم انتقل إلى الدراجات النارية وقد عمل في النقل البحري وطائرة قارب، توفي في يوم 23 يوليو 1930 في مدينة بوفالو، نيويورك في الولايات المتحدة.

## روابط خارجية
- غلين كورتيس على موقع IMDb (الإنجليزية)
- غلين كورتيس على موقع الموسوعة البريطانية (الإنجليزية)
- غلين كورتيس على موقع إن إن دي بي (الإنجليزية)